# Hradenytsi
Hradenytsi  (ucraniano: Градениці) es una localidad del Raión de Odesa en el Óblast de Odesa de Ucrania. Según el censo de 2023, tiene una población de 4318 habitantes.